# 净州
净州，又作靖州、静州。中国金朝时设置的州。
大定十八年（1178年），设置净州。治所在天山县（今内蒙古自治区乌兰察布市四子王旗西北城卜子村）。包括今内蒙古四子王旗附近。为接待蒙古使者的交通要道，元朝改为净州路，明朝初年废除净州路。